# Cmentarz mariawicki w Warszawie
Cmentarz mariawicki w Warszawie – nekropolia założona w 1912, położona na Woli, przy ulicy Wolskiej 186 na terenie parafii Matki Boskiej Nieustającej Pomocy. Na cmentarzu chowani są wierni Kościoła Starokatolickiego Mariawitów i Kościoła Katolickiego Mariawitów. 
Nekropolia zajmuje prostokątny teren o powierzchni 0,6 ha, znajdujący się pomiędzy nowym a starym kościołem parafialnym. Liczba pochowanych na nim osób, z powodu zniszczenia lub zaginięcia dokumentacji, nie jest możliwa do ustalenia.

## Opis
Na początku działalności niezależnego kościoła mariawitów zmarłych chowano głównie na cmentarzu Bródnowskim. Z chwilą utworzenia parafii po drugiej stronie Wisły (ok. 1907) mariawici zwrócili się do władz państwowych o wyznaczenie nowego terenu pochówków. Pierwotnie miał to być cmentarz Wolski, lecz Kościół rzymskokatolicki bronił się, że w okolicy znajdują się większe cmentarze ewangelickie i prawosławny, i to one w pierwszej kolejności powinny przyjąć zmarłych mariawitów.
W maju 1911 rząd rosyjski nakazał władzom gminy Czyste, aby wymówiły osobom prywatnym dzierżawę gruntów „poduchownych”, gdyż miał z nich powstać cmentarz mariawicki. Miał on zajmować 3 morgi, czyli około 1,68 ha. Oficjalnie nekropolię mariawicką otwarto 13 października 1912. Do dziś zachował nagrobek wystawiony w tymże samym roku nad miejscem spoczynku Julii z Baranowskich Habikiewicz, zmarłej 24 grudnia 1912. Cmentarz służył czterem warszawskim parafiom mariawickim do 1945.
Zarysy cmentarzyka widoczne są m.in. na planach Warszawy z 1916 i 1924, lecz różnią się one kształtem. W 1916, wraz z poszerzeniem granic Warszawy, cmentarz znalazł się w granicach miasta, lecz połączenie z śródmieściem uzyskał dopiero w 1924, kiedy między nim a cmentarzem wolskim utworzono pętlę tramwajową.
Do 1925 na terenie cmentarza znajdowała się tylko kaplica i dopiero rok później, udało się wystawić kościółek Matki Boskiej Nieustającej Pomocy wraz z plebanią. W czasie II wojny światowej podzielił on los innych warszawskich świątyń mariawickich i uległ zniszczeniu. Odbudowano go dopiero w latach 60. XX w. (świątynia istnieje do dzisiaj, ale nie jest już użytkowana).
Po 1945 teren cmentarza uległ zmniejszeniu i obecnie znajduje się w między ulicą Wolską a zajezdnią autobusowo-tramwajową. W latach 70. XX w. cmentarz został uporządkowany i otoczony parkanem, a od 1994 do 1997 na jego zachodnim skraju wybudowano nową, obszerną świątynię.
Nagrobki przedwojenne nie wyróżniają się okazałością lub poziomem artystycznym. Także wśród nowszych pomników dominują proste formy typowe dla współczesnych polskich nekropolii, a wyjątkiem jest tylko nagrobek pułkownika Józefa Grabczyka (zm. 2003) z posągiem leżącej alegorii Smutku.
W 2012 wpisany do gminnej ewidencja zabytków.

## Pochowani na cmentarzu
Wzdłuż głównej alejki, groby znajdują się prostopadle i rzędowo. Na cmentarzu mariawickim pochowani są m.in.:
- kapłan Stanisław Maria Łukasz Kaczorek (ur. 1946, zm. 2013) – proboszcz parafii w Warszawie
- kapłan Mieczysław Maria Konrad Kołak (ur. 1908, zm. 2002) – proboszcz parafii w Cegłowie i Gniazdowie
- kapłan Jan Maria Bernard Kukla (ur. 1906, zm. 1967) – proboszcz w Warszawie, Mińsku Mazowieckim, Strykowie i Łowiczu
- kapłan Jan Maria Mikołaj Rżysko (ur. 1883, zm. 1958) – kapłan mariawicki
- kapłan Feliks Maria Mateusz Szymanowski (ur. 1875, zm. 1943)
- siostra Maria Dobrosława Czajkowska (ur. 1914, zm. 1981) – siostra mariawitka
- siostra Ottona Maria Weronika Kamińska (ur. 1900, zm. 1987) – siostra mariawitka
- siostra Leokadia Maria Julita Korwin-Szymanowska (ur. 1899, zm. 1983) – siostra zakonna
- kapłanka Janina Maria Leonia Wiśniewska – proboszcz parafii w Warszawie
- dr Józef Graczyk (ur. 1928, zm. 2003) – pułkownik wojska polskiego
- Michał Chrostowski (ur. 1919, zm. 1945) – więzień polityczny, zamordowany w obozie Mittelbau-Dora
- Piotr Baranowski (ur. 1899, zm. 1955) – uczestnik walk spod Monte Cassino